# ان هلم
اَن هِـلم (انگلیسی: Anne Helm؛ زادهٔ ۱۲ سپتامبر ۱۹۳۸) بازیگر اهل کانادا است. وی بین سال‌های ۱۹۵۶ تا ۱۹۸۶ میلادی فعالیت می‌کرد.
از فیلم‌ها یا برنامه‌های تلویزیونی که وی در آن نقش داشته‌است، می‌توان به داستان‌های شگفت‌انگیز، دود اسلحه، ویرجینیایی، هاوایی فایو-او، ایستگاه اتوبوس، کارآموزان و کاناپه اشاره کرد.